# Emiratos Árabes Unidos en los Juegos Olímpicos de Barcelona 1992
Los Emiratos Árabes Unidos estuvieron representados en los Juegos Olímpicos de Barcelona 1992 por un total de 13 deportistas masculinos que compitieron en 3 deportes.
El equipo olímpico emiratí no obtuvo ninguna medalla en estos Juegos.